# Petrusz Béla
Petrusz Béla (1943. – 2011. május 21.) üzletember, a MAL Magyar Alumínium Termelő és Kereskedelmi Zrt. 30%-ának tulajdonosa.
2010-ben a 28. leggazdagabb magyar a Bakonyi Árpádéval megegyező vagyonnal.

## Életpályája
1966-ban a Székesfehérvári Könnyűfémműben kezdődött a pályája, majd az Inotai Aumíniumkohóban folytatta fejlesztési vezetőként, amit 1991–1996 között ügyvezetői igazgatóként irányított. 1995–1999 között részt vett az alumíniumiparban létrejött magánosításban. 1998-ig a MAL Zrt. első számú vezetője.